# Патуакхали
Патуакхали (бенг. পটুয়াখালী) — город на юге Бангладеш, административный центр одноимённого округа. Площадь города равна 5,81 км². По данным переписи 2001 года, в городе проживало 62 439 человек, из которых мужчины составляли 53,68 %, женщины — соответственно 46,32 %. Плотность населения равнялась 10 747 чел. на 1 км². Уровень грамотности взрослого населения составлял 61,6 % (при среднем по Бангладеш показателе 43,1 %).